# رامبروک
رامبروک (به لوکزامبورگی: Rammerech) یک شهرداری در استان ردانژ کشور دوک‌نشین لوکزامبورگ است که ۷۹٫۰۷ کیلومترمربع مساحت دارد و جمعیت آن در سال ۲۰۱۱ میلادی ۳۹۰۳ نفر بوده‌است.

## بخش‌ها
این شهرداری دارای سیزده بخش زیرمجموعه می‌باشد.
- ارسدورف (Arsdorf)
- بیلزدورف (Bilsdorf)
- بیگونویل (Bigonville)
- فولشت (Folschette)
- اشت (Eschette)
- هوسترت (Hostert)
- شویدلبروک (Schwiedelbrouch)
- رامبروک (Rambrouch) مرکز
- کوئتشت (Koetschette)
- پرله (Perlé)
- اوت-مارتلانژ (Haut-Martelange)
- هولتز (Holtz)
- وولولانژ (Wolwelange)

## آمار جمعیت
تاریخچه رشد جمعیت این شهرداری در جدول زیر آمده‌است  :
| سال  | جمعیت |
| ---- | ----- |
| ۱۸۲۱ | ۲۷۲۴  |
| ۱۸۵۱ | ۴۴۹۸  |
| ۱۸۸۰ | ۴۱۹۵  |
| ۱۹۱۰ | ۴۱۷۵  |
| ۱۹۳۵ | ۳۳۶۲  |
| ۱۹۴۷ | ۳۲۰۳  |
| ۱۹۶۰ | ۲۷۰۵  |
| ۱۹۷۰ | ۲۶۱۲  |
| ۱۹۸۱ | ۲۵۴۰  |
| ۱۹۹۱ | ۲۷۴۱  |
| ۲۰۰۱ | ۳۳۳۲  |
| ۲۰۰۴ | ۳۵۱۴  |
| ۲۰۰۷ | ۳۷۰۶  |
| ۲۰۱۰ | ۳۸۵۴  |
| ۲۰۱۱ | ۳۹۰۳  |